# Championnat de Grande-Bretagne de Formule Renault

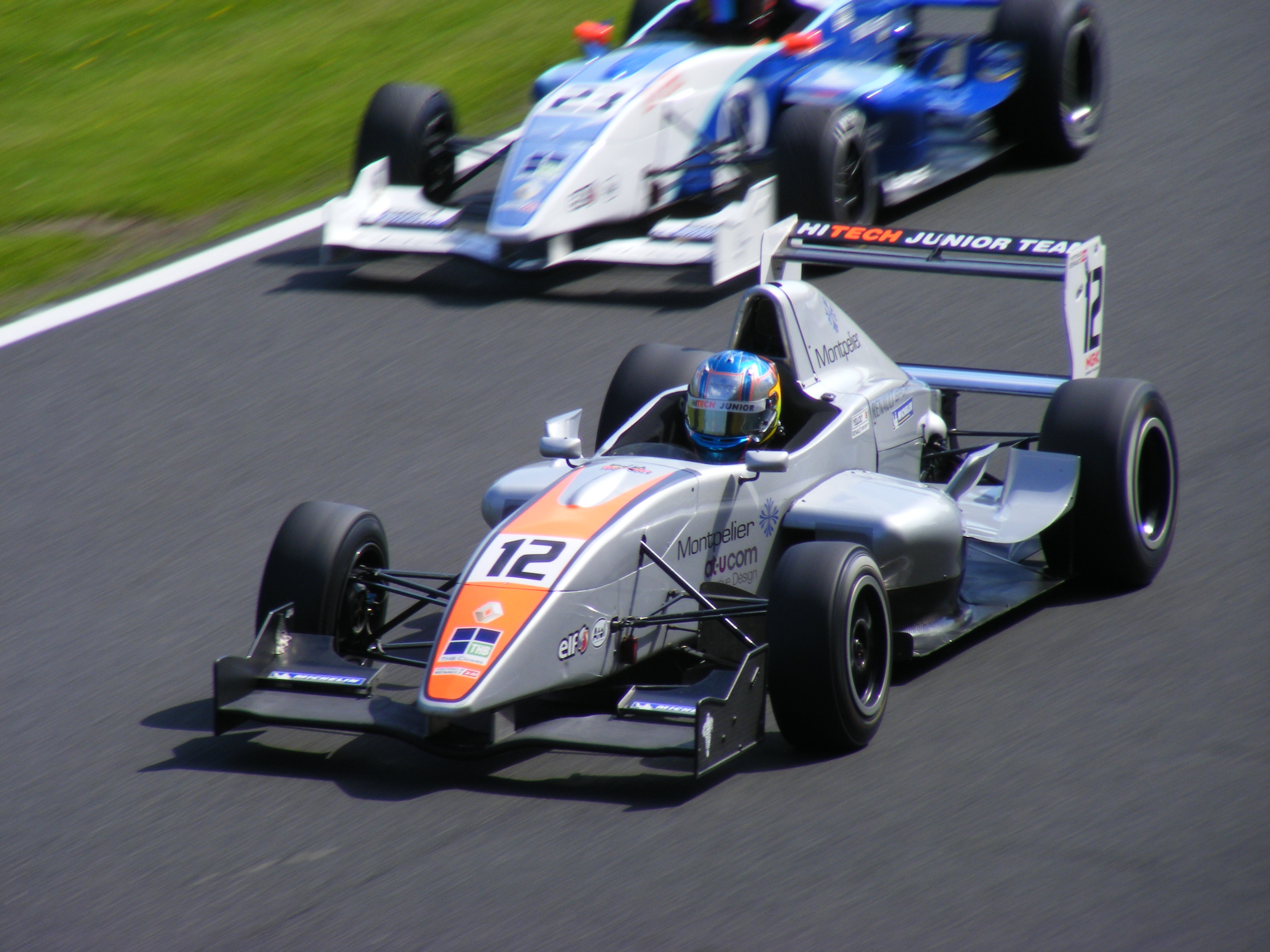
Le pilote Nick Yelloly en Formula Renault UK en 2009

Le championnat de Grande-Bretagne de Formule Renault a été créé en 1989 par le British Automobile Racing Club (BARC), avant que l'organisation soit reprise par Renault Sport UK en 1990.
De 1989 à 1991, les pneumatiques utilisés sont des Bridgestone. Les pneumatiques Michelin deviendront obligatoires à partir de 1992, ce qui facilitera la participation des pilotes Britanniques dans les compétitions internationales. Une course hors championnat regroupant les participants des championnats Britannique et Allemand de formule Renault sera organisée en octobre 1992 à Brands Hatch.
Du fait du manque de concurrents engagés, le championnat de Formule Renault de Grande-Bretagne 2012 est annulé, ainsi que celui de 2013.

## Champions
| Année | Vainqueur             | Chassis             | Ecurie                    |
| 1989  | Neil Riddiford        | Van Diemen RF89     | Tarry Racing              |
| 1990  | Thomas Erdos          | Swift FR90          | Fortec Motorsport         |
| 1991  | Bobby Verdon-Roe (en) | Van Diemen RF91     | Fortec Motorsport         |
| 1992  | Pedro de la Rosa      | Alpa FR92           | Racing for Spain-Minister |
| 1993  | Ivan Arias            | Alpa FR93           | Racing for Spain-Minister |
| 1994  | James Matthews        | Van Diemen RF94     | Manor Motorsport          |
| 1995  | Guy Smith             | Van Diemen RF95     | Manor Motorsport          |
| 1996  | David Cook            | Tatuus RC96         | Cook Racing               |
| 1997  | Marc Hynes            | Tatuus RC97         | Manor Motorsport          |
| 1998  | Aluizio Coelho        | Tatuus RC98         | Manor Motorsport          |
| 1999  | Antônio Pizzonia      | Tatuus RC99         | Manor Motorsport          |
| 2000  | Kimi Räikkönen        | Tatuus              | Manor Motorsport          |
| 2001  | Carl Breeze           | Tatuus              | Motaworld Racing          |
| 2002  | Danny Watts           | Tatuus              | Fortec Motorsport         |
| 2003  | Lewis Hamilton        | Tatuus              | Manor Motorsport          |
| 2004  | Mike Conway           | Tatuus              | Fortec Motorsport         |
| 2005  | Oliver Jarvis         | Tatuus              | Manor Motorsport          |
| 2006  | Sebastian Hohenthal   | Tatuus              | Fortec Motorsport         |
| 2007  | Duncan Tappy          | Tatuus              | Fortec Motorsport         |
| 2008  | Adam Christodoulou    | Tatuus              | CRS Racing                |
| 2009  | Dean Smith            | Tatuus              | Manor Motorsport          |
| 2010  | Tom Blomqvist         | Barazi-Epsilon EB01 | Fortec Motorsport         |
| 2011  | Alex Lynn             | Barazi-Epsilon EB01 | Fortec Motorsport         |

## Protyre Formula Renault Championship
Le rival de la Formula Renault 2.0 UK est le Protyre Formula Renault Championship, créé en 1995, organisé par le British Automobile Racing Club (BARC). 
L'objectif du BARC était de créer un championnat de monoplaces en essayant de contenir les coûts de fonctionnement. 
C'est la raison pour laquelle, initialement, en 1995 et 1996, la réglementation utilisée était celle du Championnat de Grande-Bretagne de 1989 à 1994 avec le moteur F2N 1721 cm3.
De 1996 à 2004, la réglementation utilisée était celle du Championnat de Grande-Bretagne de 1995 à 2000 avec le moteur F3R 1998 cm3.
Les chassis carbone Tatuus avec le moteur F4R 1998 cm3, n'ont été utilisés qu'à partir de 2005, avec des restrictions, comme la limitation du choix des rapports de boite de vitesse.
Après vingt années de compétition, ce championnat s'arrête à son tour en 2014.
Ces retraits sont en partie dus à la montée de la popularité du Championnat de Grande-Bretagne de Formule 4 créé en 2013.

## Champions
| Année | Vainqueur         | Chassis         |
| 1995  | David Henderson   | Swift SC94R     |
| 1996  | Ian Astley        | Swift SC94R     |
| 1997  | Peter Clarke      | Van Diemen RF96 |
| 1998  | Nick Dudfield     | Tatuus RC96     |
| 1999  | Elliot Lewis      | Mygale FR96     |
| 2000  | James Bales       | Van Diemen RF98 |
| 2001  | Martin Wallbank   | Tatuus RC98     |
| 2002  | Jeremy Smith      | Tatuus RC98     |
| 2003  | James Gornall     | Van Diemen RF98 |
| 2004  | Nicky Wilson      | Tatuus RC98     |
| 2005  | Nick Willcox      | Tatuus FR2000   |
| 2006  | Richard Singleton | Tatuus FR2000   |
| 2007  | Hywel Lloyd       | Tatuus FR2000   |
| 2008  | Ollie Hancock     | Tatuus FR2000   |
| 2009  | Kiren Clark       | Tatuus FR2000   |
| 2010  | Alice Powell      | Tatuus FR2000   |
| 2011  | Dino Zamperelli   | Tatuus FR2000   |
| 2012  | Scott Malvern     | Tatuus FR2000   |
| 2013  | Chris Middlehurst | Tatuus FR2000   |
| 2014  | Pietro Fittipaldi | Tatuus FR2000   |

## Sources
- http://www.forix.com
- Autosport